# Fuel (canção)
"Fuel" é uma canção da americana de heavy metal Metallica. Foi escrita por James Hetfield, Lars Ulrich e Kirk Hammett e lançada como o terceiro single do sétimo álbum da banda, ReLoad, de 1997. A música foi nomeada para o Grammy de Melhor Performance de Hard Rock em 1999, mas perdeu para Jimmy Page e Robert Plant com a canção "Most High". Teve um sucesso moderado nas paradas musicais, alcançando o segundo lugar na Austrália, o terceiro na Hungria, o quinto na Finlândia e o sexto lugar na parada Mainstream Rock da Billboard dos Estados Unidos.
Uma versão demo da música chamada "Fuel for Fire" (com letras diferentes) foi usada como música tema da NASCAR na NBC de 2001 até a Daytona 500 de 2004. A música também foi apresentada no videogame Fortnite no Fortnite Chapter 5 Season 3 Trailer e no Fortnite Festival.

## Lista de faixas
Todas as faixas ao vivo foram gravadas em 20 de abril de 1998, no Brisbane Entertainment Centre, em Brisbane, Austrália.
| CD1 do Reino Unido e Austrália 1. "Fuel" – 4:29 2. "Sad but True" (ao vivo) – 6:23 3. "Nothing Else Matters" – 6:08 CD2 do Reino Unido e Austrália 1. "Fuel" – 4:29 2. "Wherever I May Roam" – 6:48 3. "One" – 8:06 CD3 do Reino Unido e Austrália 1. "Fuel" – 4:30 2. "Until It Sleeps" (ao vivo) – 4:25 3. "Fuel" (ao vivo) – 4:40 4. "Fuel" (demo) – 4:25 | Single em CD Europeu 1. "Fuel" – 4:29 2. "Sad but True" (ao vivo) – 6:23 EP Japonês 1. "Fuel" – 4:30 2. "Sad but True" (ao vivo) – 6:24 3. "Until It Sleeps" (ao vivo) – 4:26 4. "One" (ao vivo) – 8:07 5. " Fuel" (demo) – 4:26 |

## Paradas musicais
| Parada (1998)                                 | Posição máxima |
| --------------------------------------------- | -------------- |
| Austrália (ARIA)                              | 2              |
| Bélgica (Ultratip Bubbling Under de Flandres) | 14             |
| Europa (Eurochart Hot 100)                    | 54             |
| Finlândia (Suomen virallinen lista)           | 5              |
| Alemanha (Offizielle Deutsche Charts)         | 57             |
| Hungria(Mahasz)                               | 3              |
| Países Baixos(Dutch Top 40 Tipparade)         | 6              |
| Países Baixos (Single Top 100)                | 53             |
| Nova Zelândia (Recorded Music NZ)             | 35             |
| Escócia (Scottish Singles Chart)              | 29             |
| Suécia (Sverigetopplistan)                    | 49             |
| Reino Unido (UK Singles Chart)                | 31             |
| Estados Unidos (Billboard Mainstream Rock)    | 6              |

| Parada (1998)    | Posição |
| ---------------- | ------- |
| Austrália (ARIA) | 76      |

## Certificações
| Região            | Certificação | Vendas   | Ref.   |
| ----------------- | ------------ | -------- | ------ |
| Austrália (ARIA)  | 2× Platina   | 140,000‡ |        |
| Reino Unido (BPI) | Prata        | 200,000‡ | [ 24 ] |

## Lançamentos
| Região         | Data                 | Formatp           | Selo                    | Ref.         |
| -------------- | -------------------- | ----------------- | ----------------------- | ------------ |
| United States  | 10 de março de 1998  | Alternative radio | Elektra                 | [ 25 ]       |
| United Kingdom | 22 de junho de 1998  | CD                | Elektra                 | [ 1 ] [ 26 ] |
| Japan          | 26 de agosto de 1998 | CD                | Sony Music Japan (SMEJ) | [ 27 ]       |